# Tsentralni (Primorsko-Ajtarsk, Krasnodar)
Tsentralni (del ruso: Центральный) es un posiólok del raión de Primorsko-Ajtarsk del krai de Krasnodar en el sur de Rusia. Está situado 38 km al sudeste de Primorsko-Ajtarsk y 93 km al noroeste de Krasnodar, la capital del krai. Tenía 103 habitantes en 2010.
Pertenece al municipio Priazóvskoye.